# Epidendrum jajense
Epidendrum jajense är en orkidéart som beskrevs av Heinrich Gustav Reichenbach. Epidendrum jajense ingår i släktet Epidendrum och familjen orkidéer. Inga underarter finns listade i Catalogue of Life.